# Patrimoine numérique
Le patrimoine numérique désigne toute image, document, peinture ou contribution artistique, architecturale ou de manière générale tout objet pouvant être numérisé. Les initiatives européennes soutiennent aujourd'hui fortement la numérisation de musées en leur intégralité, garantissant ainsi leur durabilité et offrant également la possibilité de partager ces bâtiments et objets par des voies numériques au grand public.

## Définitions
L'Unesco définit celui-ci de manière suivante: « Le patrimoine numérique est constitué de matériaux fondés sur l'informatique, d'une valeur durable, qu'il est nécessaire de conserver pour les générations futures. Il émane de communautés, de régions, d'industries et de secteurs différents. Tous les matériaux numériques ne sont pas de valeur durable, mais ceux qui le sont exigent des méthodes actives de préservation si l'on veut que la continuité du patrimoine numérique soit assurée ».
Cette nouvelle profession est fortement encouragée par les différents Ministères depuis 2007 et le Ministère de la Culture et de la Communication soutient depuis 1996 la numérisation des collections patrimoniales conservées en bibliothèques, dans le cadre d'un plan national de numérisation (département de la recherche, de l’enseignement supérieur et de la technologie).
Emmanuel Hoog, directeur général de l'INA précise ainsi : « Images fixes ou animées, sons, documents écrits, la totalité de notre patrimoine culturel est en voie d'être numérisée. L'enjeu est d'importance. Les technologies numériques transforment à la fois l'archivage traditionnel et les modes de consultation. Ceux qui ont en charge la conservation de ce patrimoine national sont donc confrontés à un double défi : assurer sa pérennité tout en élaborant de nouvelles formes d'accès aux documents afin de les valoriser et de les faire connaître au plus grand nombre ».
Au Québec, le terme patrimoine numérique est apparu la première fois pour désigner le patrimoine d'un État ou d'une organisation disponible sous forme numérique. Le terme a été incorporé à la « loi sur la gouvernance et la gestion des ressources informationnelles des organismes publics et des entreprises du gouvernement » du gouvernement du Québec le 13 juin 2011.
Le patrimoine numérique désigne désormais un domaine plus large et concerne de plus en plus le secteur public à travers les personnes morales ainsi que les personnes physiques. Des sociétés innovantes se spécialisent désormais dans la construction d'un Patrimoine Numérique et la sauvegarde de données essentielles pour les entreprises et les particuliers.

### Le patrimoine numérique des entreprises
Le patrimoine numérique n'est pas une notion uniquement dédiée à la numérisation des monuments historiques et des œuvres d'art, mais également aux entreprises. Chaque entreprise, multinationale, TPE/PME ou start-up construit petit à petit son patrimoine qui est constitué de toutes ses données numériques : fiches de payes, bilans, comptes de résultat, mots de passe des réseaux sociaux et bien plus encore.
La société GererMesAffaires.com le définit comme suit : 

« Le Patrimoine Numérique est attaché à une personne, physique ou morale. Il s’agit de toutes les informations, données et documents dont cette personne est propriétaire. Le Patrimoine Numérique a une utilité quotidienne, car il constitue la base de notre activité, de notre réflexion, de notre analyse. »

Un grand nombre de start-up comme celle-ci s'intéressent aujourd'hui au concept de patrimoine numérique et le définissent sensiblement de la même manière, offrant des services généralement proches mais dotés d'une approche singulière à chaque entreprise.

## Le patrimoine numérique des particuliers
Encore une fois, le patrimoine numérique est une notion qui s'adapte à toute chose ayant une valeur dans le patrimoine d'une personne physique ou morale. Il revient donc de la responsabilité de chacun de préparer son patrimoine pour ses proches en cas de disparition par exemple.